# Wereldkampioenschappen baanwielrennen 1913
De wereldkampioenschappen baanwielrennen 1913 werden van 23 tot en met 31 augustus 1913 gehouden in het Duitse Berlijn en Leipzig. Er stonden vier onderdelen op het programma, twee voor beroepsrenners en twee voor amateurs.

## Uitslagen

### Beroepsrenners
| Onderdeel | Goud          | Goud              | Zilver             | Zilver     | Brons               | Brons             |
| --------- | ------------- | ----------------- | ------------------ | ---------- | ------------------- | ----------------- |
| Sprint    | Walter Rütt   | Duitse Keizerrijk | Thorvald Ellegaard | Denemarken | André Perchicot     | Frankrijk         |
| Stayeren  | Paul Guignard | Frankrijk         | Jules Miquel       | Frankrijk  | Richard Scheuermann | Duitse Keizerrijk |

### Amateurs
| Onderdeel | Goud           | Goud                | Zilver     | Zilver              | Brons          | Brons             |
| --------- | -------------- | ------------------- | ---------- | ------------------- | -------------- | ----------------- |
| Sprint    | William Bailey | Verenigd Koninkrijk | Harry Ryan | Verenigd Koninkrijk | Christel Rode  | Duitse Keizerrijk |
| Stayeren  | Leon Meredith  | Verenigd Koninkrijk | Alex Beyer | Duitse Keizerrijk   | Cor Blekemolen | Nederland         |

### Medaillespiegel
| Plaats | Land                | Goud | Zilver | Brons | Totaal |
| 1      | Verenigd Koninkrijk | 2    | 1      | 0     | 3      |
| 2      | Duitse Keizerrijk   | 1    | 1      | 2     | 4      |
| 3      | Frankrijk           | 1    | 1      | 1     | 3      |
| 4      | Denemarken          | 0    | 1      | 0     | 1      |
| 5      | Nederland           | 0    | 0      | 1     | 1      |
| Totaal | Totaal              | 4    | 4      | 4     | 12     |

Edities

1893 ·
1894 ·
1895 ·
1896 ·
1897 ·
1898 ·
1899 ·
1900 ·
1901 ·
1902 ·
1903 ·
1904 ·
1905 ·
1906 ·
1907 ·
1908 ·
1909 ·
1910 ·
1911 ·
1912 ·
1913 ·
1914 ·
1915 · 1916 · 1917 · 1918 · 1919 ·
1920 ·
1921 ·
1922 ·
1923 ·
1924 ·
1925 ·
1926 ·
1927 ·
1928 ·
1929 ·
1930 ·
1931 ·
1932 ·
1933 ·
1934 ·
1935 ·
1936 ·
1937 ·
1938 ·
1939 ·
1940 · 1941 · 1942 · 1943 · 1944 · 1945 ·
1946 ·
1947 ·
1948 ·
1949 ·
1950 ·
1951 ·
1952 ·
1953 ·
1954 ·
1955 ·
1956 ·
1957 ·
1958 ·
1959 ·
1960 ·
1961 ·
1962 ·
1963 ·
1964 ·
1965 ·
1966 ·
1967 ·
1968 ·
1969 ·
1970 ·
1971 ·
1972 ·
1973 ·
1974 ·
1975 ·
1976 ·
1977 ·
1978 ·
1979 ·
1980 ·
1981 ·
1982 ·
1983 ·
1984 ·
1985 ·
1986 ·
1987 ·
1988 ·
1989 ·
1990 ·
1991 ·
1992 ·
1993 ·
1994 ·
1995 ·
1996 ·
1997 ·
1998 ·
1999 ·
2000 ·
2001 ·
2002 ·
2003 ·
2004 ·
2005 ·
2006 ·
2007 ·
2008 ·
2009 ·
2010 ·
2011 ·
2012 · 
2013 · 
2014 · 
2015 · 
2016 · 
2017 · 
2018 · 
2019 · 
2020 · 
2021 · 
2022 · 
2023 ·
2024 ·
2025 ·

Onderdelen

Achtervolging (individueel) · 
afvalkoers · 
keirin · 
koppelkoers · 
omnium · 
ploegenachtervolging · 
puntenkoers · 
scratch · 
sprint · 
teamsprint ·  
tijdrijden

Voormalig:
stayeren ·
tandem